# Syzygium griffithii
Syzygium griffithii là một loài thực vật có hoa trong Họ Đào kim nương. Loài này được (Duthie) Merr. & L.M.Perry miêu tả khoa học đầu tiên năm 1939.